# Ишсевер, Айшегюль
Айшегю́ль Ишсеве́р (тур. Ayşegül İşsever; род. 20 сентября 1962, Стамбул) — турецкая актриса

 театра, кино и телевидения, и театральный режиссёр

. Генеральный художественный руководитель Городских театров Стамбула (с 19 ноября 2021 года).

## Биография и карьера
Айшегюль Ишсевер родилась 20 сентября 1962 года в Анкаре (Турция). Она окончила театральный факультет Государственной консерватории Стамбульского университета. В студенческие годы она впервые вышла на театральную сцену в Детском театре Али Атик-Айшегюль Атик.
С 1987 года Ишсевер работала в Стамбульском городском театре. Она является актрисой Городских театров, входила в состав Дисциплинарной комиссии учреждения, но ушла с этой должности в 2015 году. Помимо работы в театре, Ишсевер снялась в таких телесериалах, как «Возрождение: Эртугрул» (2015), «История Яз» (2015), «Любовь моей жизни» (2016) и «Наша история» (2018). Она была назначена генеральным художественным руководителем Городских театров Стамбула 19 ноября 2021 года, став третьей женщиной, назначенной на эту должность после Генджай Гюрюн и Айшениль Шамлыоглу.

## Фильмография
| Год       |    | Русское название              | Оригинальное название   | Роль               |
| --------- | -- | ----------------------------- | ----------------------- | ------------------ |
| 1985      | ф  | Соревнование в классе девочек | Kızlar Sınıfı Yarışıyor | Джансу             |
| 1989      | с  | Мы к этому уже привыкли       | Alıştık Artık           |                    |
| 1993      | с  | Больница                      | Hastane                 |                    |
| 2000      | с  | Мне жаль Лейлу                | Üzgünüm Leyla           |                    |
| 2002      | с  | Наследие                      | Emanet                  |                    |
| 2004—2005 | с  | Если женщина захочет          | Kadın İsterse           | госпожа Севинч     |
| 2005      | с  | Проблемная золовка            | Belalı Baldız           | Несрин             |
| 2005      | тф | Дом с привидениями            | Perili Köşk             | Саадет             |
| 2005      | с  | Полнолуние                    | Dolunay                 | Хюмейра            |
| 2005      | тф | Почему он не был богат?       | Niçin Zengin Olmadı?    | Семиха             |
| 2005      | тф | Масляная лампа                | Kandil                  | Филиз              |
| 2007      | с  | Непрощённый                   | Affedilmeyen            |                    |
| 2008      | с  | Ветеран                       | Gazi                    |                    |
| 2008      | с  | От пропасти до небес          | Doludizgin Yıllar       |                    |
| 2011      | с  | Причины отсутствия воды       | Sudan Sebepler          | Айтен              |
| 2012      | с  | Назвала я её Фериха           | Adını Feriha Koydum     | Хюлья Челик        |
| 2013      | с  | Фирузе                        | Firuze                  |                    |
| 2015      | с  | Возрождение: Эртугрул         | Diriliş Ertuğrul        | Дади Уммюльхаир    |
| 2015      | с  | История Яз                    | Yaz'ın Öyküsü           | Невра              |
| 2016      | с  | Любовь моей жизни             | Hayatımın Aşkı          | Несрин Джеррахоглу |
| 2016      | ф  | Золовка                       | Görümce                 | Исмет              |
| 2017      | с  | Я полюбила обоих              | İkisini de Sevdim       |                    |
| 2018      | с  | Наша история                  | Bizim Hikaye            | Пирае              |
| 2019      | с  | Голубка                       | Güvercin                |                    |
| 2020—2021 | с  | Постучись в мою дверь         | Sen Çal Kapımı          | Семиха Йылдырым    |